# Граната (артиљерија)
Граната (из италијанског Granata — „нар”) означава артиљеријски пројектил за топ или хаубицу, а може се испалити и из неких пушака. Састоји се од шупље челичне кошуљице испуњене експлозивним пуњењем са детонатором. Намјењена је за уништавање живе силе, разних утврђења, грађевина и оклопних возила. У неким језицима граната је синоним за бомбу.
На почетку свог развоја гранате су биле посуде испуњене барутом, које су гранадири бацали као бомбе.

## Дејство
Осим једноставних бомби, постоје гранате с посебним наменом, како би се постигла већа ефикасност против одређених циљева.

## Врсте
Постоје разне врсте граната, као што су на пример:
- Тренутна граната
- Темпирана граната
- Шрапнелна граната
- Пробојна граната
- Кумулативна граната

## Галерија
- Гранате система Тор (60 cm)
- Противтенковска граната система "ПИАТ"
- Тромблон